# Пшимілув
Пшимілув (пол. Przymiłów) — село в Польщі, у гміні Сендзейовиці Ласького повіту Лодзинського воєводства.
Населення — 116 осіб (2011).
У 1975-1998 роках село належало до Серадзького воєводства.

## Демографія
Демографічна структура станом на 31 березня 2011 року:
|          | Загалом | Допрацездатний вік | Працездатний вік | Постпрацездатний вік |
| -------- | ------- | ------------------ | ---------------- | -------------------- |
| Чоловіки | 58      | 13                 | 39               | 6                    |
| Жінки    | 58      | 7                  | 29               | 22                   |
| Разом    | 116     | 20                 | 68               | 28                   |